# 金福馨
金福馨（韓語：김복형，1968年5月5日—）。现任韩国宪法法院法官。她于2024年8月20日由韩国大法院院长曹喜大提名，2024年9月12日被总统尹锡悦正式任命为宪法法院法官，任期于2024年9月21日正式开始。她是继郑贞美法官之后第七位在宪法法院任职的女性。
金福馨来自庆尚南道巨济市，毕业于首尔国立大学法学院和司法研修院（第 24 届），之后开始担任首尔地方法院法官。在接下来的29年里，她担任过首尔、蔚山、京畿道、大邱和江原道地方法院的法官。 2024年，她被提名并任命为宪法法院法官，接替李垠厓法官。她被归类为温和保守派法官。

## 教育
金福馨就读于釜山西女子高等學校，随后进入首尔国立大学法学院学习，并于 1991 年毕业。1992年，金福馨通过了第34届司法资格考试，并于1995年毕业于韩国大法院司法研修院（第24届）。 

## 早期司法生涯
1995 年从司法研究和培训学院毕业后，金福馨开始了她作为首尔地方法院法官的职业生涯。 金福馨于 1997 年被转到首尔地方法院北分院。1999 年，金福馨向南前往蔚山地方法院工作，然后于 2001 年转回水原地方法院工作。 2002 年，金福馨参加了法国巴黎先贤祠-阿萨斯大学的海外培训项目。 2004 年，金福馨转到首尔中央地方法院，2006 年晋升到首尔高等法院。
2008 年，金福馨进入韩国大法院，成为两年来第一位担任全职研修法官的女性。 她于 2010 年晋升为大邱地方法院院长，2011 年加入首尔高等法院担任法官。2018 年，她被提升为首尔高等法院院长，2020 年被调往春川地方法院。 在春川地方法院任职期间，她被任命为言論仲裁委員會成员，任期自 2020 年 3 月 31 日开始，至 2021 年 8 月 31 日结束。 2021 年，她进入水原高等法院担任院长，2022 年返回首尔高等法院。
2024 年 5 月 10 日，金福馨被提名为 55 名大法院法官候选人之一，其中包括另外 5 名女性。接替盧貞姬大法官。金福馨在推荐为大法院法官的候选人中未能进入第二轮提名。 

## 宪法法院法官任期

### 提名
2024 年 8 月 20 日，大法院院长曹喜大提名金福馨接替李垠厓的宪法法院法官席位。 
2024 年 9 月 10 日，韩国国会立法和司法委员会就金福馨的提名举行了听证会。 在听证会上，涉及第一夫人金建希的问题经常被提出。民主党议员询问接受奢侈手袋作为礼物是否合适，总统否决对其配偶的调查是否违反宪法。 虽然金福馨拒绝回答这些具体问题，表示 “我不适合发表评论”，但金福馨同意第一夫人没有 “管理国家的权力”
当被问及弹劾是否因政治目的而滥用时，金福馨表示，“很明显，弹劾不应因政治目的而滥用”，但她承认，“弹劾是否仅仅出于政治目的滥用，或者是否确实存在弹劾的实际理由，将通过宪法法院的复审来确定。”在 LGBTQ 权利的问题上，金表示 “作为一项基本人权，国家应最大限度地保障所有公民的自由”，并且 “我不认为共产主义和接受同性恋之间有什么特殊的关系。”但金福馨也表示，“承认同性婚姻需要进一步的社会共识。”
在韩国国庆日争议问题上，金福馨保持了 17 秒钟的沉默，没有回答 “大韩民国是 1919 年 4 月建立的国家还是 1948 年 8 月建立的国家？”这一问题。在回答后续问题时，金福馨澄清说，她同意大韩民国是通过三一运动建立的观点。
2024 年 9 月 11 日，立法和司法委员会通过了关于金福馨提名的听证报告。 该委员会的一位共同民主党成员说： “我希望她有一个更进步的思想，但是我在听证会上没有发现任何特别的道德缺陷。2024 年 9 月 12 日，韩国总统尹锡悦正式任命金福馨进入宪法法院，任期于 9 月 21 日开始。

### 任职后
金福馨被任命为宪法法院法官后，宪法法院中的女性法官人数保持在三人。 由于被媒体归类为温和保守派，她的任命将宪法法院的进步法官由 6 位减为 5 位（对应的保守派由 3 位加为 4 位）。